# 大阪府立大学農業短期大学部
大阪府立大学農業短期大学部（おおさかふりつだいがくのうぎょうたんきだいがくぶ、英語: Junior College of Agriculture, University of Osaka Prefecture）は、大阪府南河内郡美原町北余部に本部を置いていた日本の公立大学である。1953年に設置され、1964年に廃止された。大学の略称は農短。

## 概要

### 大学全体
- 大阪府南河内郡美原町[注 1]に所在した日本の公立短期大学で、設置主体は大阪府。
- 1953年に浪速大学農業短期大学部として開学[注 2]。開学当初より2つの学科からなっていた。
- 1962年度の入学生を最後に[注釈 2]、1964年に短期大学としての使命を終える[注釈 3]。

### 教育および研究
- 大阪府立大学農業短期大学部は農業に特化した専門教育が行われていた。

### 学風および特色
- 大阪府立大学農業短期大学部は、大阪府立大学に付設された短期大学だったが、大学と本部は別のキャンパスにあった（大阪府立農芸高等学校の校地を一部間借りしていた[3]。

### 卒業者数
- 開学から閉学まで、合計560人が卒業している。

## 沿革
- 1917年
  - 南河内郡黒山村に大阪府立黒山農学校が創設される[4]。
- 1953年
  - 3月23日 左記を以て文部省[注 3]より短期大学の設置が認可される[5]。
- 1953年
  - 4月1日 浪速大学農業短期大学部（なにわだいがくのうぎょうたんきだいがくぶ）として以下の学科体制にて開学[6]。
    - 農業科 入学定員30名
    - 農産製造科 入学定員30名
- 1955年
  - 9月1日 大阪府立大学農業短期大学部と改称される[7]。
- 1960年
  - 4月1日 農産製造科を農産製造化学科に改称[8]。
- 1962年
  - 4月1日 この年度をもって学生募集を終了[注釈 2]
- 1964年
  - 3月31日 左記をもって正式に廃止とする[注釈 3]。

## 基礎データ

### 所在地
- 大阪府南河内郡美原町北余部[注釈 1]

## 教育および研究

### 組織

#### 学科
- 農業科[注釈 4]
- 農産製造化学科[注釈 4]

#### 専攻科
- なし

#### 別科
- なし

#### 取得資格について
- 当初は、農業科・農産製造化学科ともに、教職課程として中学校教諭二級免許状（理科・職業）ならびに高等学校教諭免許状（理科・農業）が設置されていた[10]。

#### 年度別学生数[注 4]
| -        | 農業科   | 農産製造化学科 | 出典   |
| -------- | -------- | -------------- | ------ |
| 入学定員 | 30       | 30             | -      |
| 総定員   | 60       | 60             | -      |
| 1954年   | 男64     | 男62           | [ 11 ] |
| 1958年   | 男68     | 男59 女7       | [ 12 ] |
| 1959年   | 男64 女1 | 男56 女4       | [ 13 ] |
| 1960年   | 男66 女2 | 男52 女7       | [ 14 ] |
| 1961年   | 男68 女2 | 男56 女9       | [ 15 ] |
| 1962年   | 男66 女6 | 男52 女14      | [ 16 ] |
| 1963年   | 男32 女5 | 男20 女10      | [ 17 ] |

### 研究
- 『大阪府立大学農業短期大学部研究と資料』[18]
- 『日本に於ける甘藷の文献目録 (浪速大学農業短期大学部研修資料 ; 第1号)』[19]。

## 大学関係者と組織

### 大学関係者一覧

#### 大学関係者
歴代学長
- 堀場信吉

## 施設

### キャンパス
- 設備：農業科・農産製造化学科の各実験室、実習農場、実習工場、グラウンドなどがあった[20]
- 通称、大阪府立大学黒山キャンパスとよばれ、大阪府立農芸高等学校と共同で使用されていた。故に、高等学校との交流があったものとみられる。

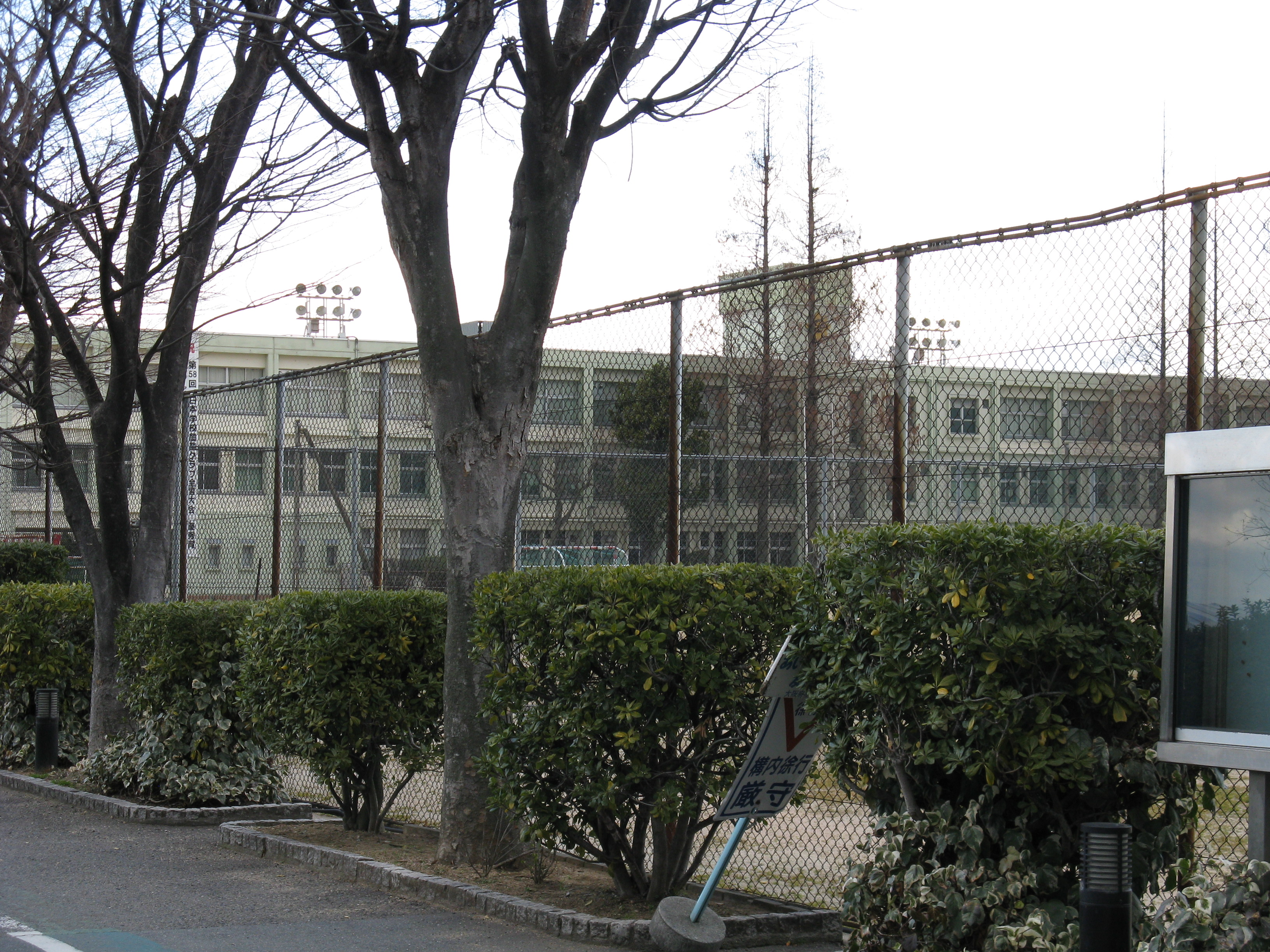
現在の大阪府立農芸高等学校。かつて、大阪府立大学農業短期大学部と校舎を共同使用していた

### 学生食堂
- 大阪府立大学農業短期大学部の学生食堂（学食）は、農芸高等学校と共同使用されていたが、1959年度末より校舎の一部およそ40坪を改造して新たに設置された[21]。

## 対外関係

### 系列校
- 大阪府立大学
- 大阪府立大学工業短期大学部
- 大阪社会事業短期大学

## 卒業後の進路について

### 就職について
- 全学科含めて、農業・林業・卸売・小売・製造業・公務員が割合として多いものとなっていた。

### 編入学･進学実績
- 大阪府立大学2年次への編入学制度が設けられていた。